# Daniel Manche
Daniel Manche (né le 28 janvier 1993 en Alabama), est un acteur américain. Il a déménagé à New York grâce à sa profession, et vit maintenant dans le New Jersey.

## Biographie
Daniel Manche a joué le rôle de J.J. Snyder dans le soap opera As the World Turns (diffusé sur CBS aux États-Unis), avant de prendre le rôle de Tom dans One Life to Live. Manche a été découvert par son manager, qui l'a finalement amené à New York pour le faire participer à l'audition de la comédie musicale Nine (Broadway). Il est apparu dans les séries télévisées suivantes : Haine et Passion, New York, section criminelle, New York, unité spéciale, et The Black Donnellys.
Sa filmographie comprend les films ; Headspace et Jack Ketchum's The Girl Next Door. Il a joué le jeune Tarzan dans la comédie musicale de Broadway « Tarzan », inspiré du film Tarzan (1999), et est aussi apparu dans le spectacle musical Dr. Seuss' How the Grinch Stole Christmas!.

## Filmographie
- 2013 : Jug face ; Jessaby
- 2009 : One Life to Live ; Tom
- 2008 : I Sell the Dead ; Arthur Blake jeune
- 2006 - 2008 : As the World Turns ; J.J. Snyder
- 2007 : The Girl Next Door ; David Moran
- 2007 : The Black Donnellys ; Kid in madras shirt (1 épisode : Pilot)
- 2005 : New York, unité spéciale (saison 7, épisode 11) : Sean Hamill
- 2005 : Headspace ; Harry jeune
- 2005 : The Resurrection Apprentice ; Arthur Blake
- 2004 : New York, section criminelle ; Ronny (1 épisode : Silver Lining)